# يوغي يو زيكسال
يو غي أوه! زيكسال (باليابانية:遊☆戯☆王 ZEXAL （ゼ ア ル） هيبورن: Yū-Gi-Ō Zearu؛ ويعرب إلى يوغي يو زيال، وضوحا «كلمة زايل في اليابانية تعني العاطفة») أما كلمة زيكسال اليابانية ゼ ア ル تعني الحماسة وهي سلسلة المانجا اليابانية وأنيمي وهي الجزء الرابع من السلسلة الشهيرة يوغي يو ! وبعد النجاح الكبير الذي حققه الجزء السابق يو غي أوه! فايف دي اس. بدأت المانجا التسلسل في مجلة V-Jump التابعة لشويشا من ديسمبر 2010 وتم نشرها في أمريكا الشمالية من قبل فايز ميديا.
تم بث سلسلة الرسوم المتحركة التي أنتجت من قبل استديوهات غالوب على تلفزيون طوكيو بين أبريل 2011 ومارس 2014، مع إصدار باللغة الإنجليزية بث في أمريكا الشمالية بين أكتوبر 2011 وأغسطس 2013. وتم إصدار الموسم الثاني بعنوان يوغي يو زيكسال الموسم الثاني أو يوغي يو زيكسل 2 وبالانجليزية Yu-Gi-Oh! Zexal II.
(王 ☆ 戯 ☆ 王 ZEXAL II （ゼ ア ル セ カ ン ド） Yū-Gi-Ō ear ear Se Se Se)
و تعرب إلى يوغي يو زيال يار يار سي سي
تم بثتها في اليابان في الفترة ما بين أكتوبر 2012 ومارس 2014 وفي أمريكا الشمالية بين أغسطس 2013 وفبراير عام 2015.
تم بث المسلسل على CW في صباح يوم السبت في فقرة Toonzai، واستمر في بثه حتي انتهاء الحلقات وبعد ذلك تم عرضه علي موقع Vortexx. تم بث المسلسل بعد ذلك على قناة نيك تونز ابتداءً من 12 أبريل 2013. بعد انتهاء العرض علي قناة Vortexx، تم بث حلقات جديدة على خدمة البث المدفوعة Hulu بدءًا من 14 يوليو 2014.
في كندا، تم بث المسلسل على YTV اعتبارًا من 2 يونيو 2012، بينما عرضت حلقات جديدة
من Zexal II علي Teletoon في 4 مايو 2014.

## قصة المسلسل
تجري القصة في المستقبل القريب في مكان يدعى مدينة هارت لاند، وتركز القصة على شاب يدعي يوما تسوكومو وهو مبارز شاب يسعى جاهداً ليصبح بطل في مبارزة الوحوش، على الرغم من كونه هاوياً.ذات يوم دخل في مبارزة مع منافس اسمه شارك ثم تظهر روح غامضة تسمى استرال، وتساعده على الفوز. يشرح أسترال ليوما أنه يبحث عن ذكرياته المفقودة، والتي تم تحويلها إلى بطاقات 100 وحش اكسيز (باليابانية ク シ ー モ モ ン ス タ タ ー وتعرب إلى اكوشيزو مونستا) تسمى ببطاقات الارقام (باليابانية ナ ン バ ー ズ وتعرب إلى نانبازو)، والتي تم نشرها في جميع أنحاء العالم. بطاقات الأرقام لديها القدرة على السيطرة الذين يملكونها، وإخراج رغباتهم المظلمة. من أجل استعادة ذكرياته، يبدء يوما واسترال في استرداد بطاقات الأرقام. في احدي الايام واجه يوما صبي اسمه كايت تينجو، الذي يصطاد بعد الأرقام، يكتسب يوما وأسترال القدرة على الجمع بين قواتهم باستخدام قوة زيكسال (باليابانية ゼ ア ル وتعرب إلى زيال). يدخل في يوما إلى بطولة مهرجان القتال العالمي، يجد نفسه نفسه في مواجهة خصومه المتعددين، بما في ذلك فيتريكس الذي يسعى إلى الانتقام، والدكتور فايكر المهووس، الذي يسعون للحصول على الأرقام لتحقيق مكاسبهم الخاصة.
يو غي أوه! Zexal II الموسم الثاني يحدث مباشرة بعد نهاية السلسلة الأولى. في هذه القصة الجديدة، حيث يسدل الستار على بطولة مهرجان القتال العالمي، عاد السلام أخيرًا إلى Heartland City. ولكن تهدف قوات من عالم باريان، وهو عالم معاد لعالم استرال، إلى الاستحواذ علي «بطاقات الارقام» وعالم استرال. من أجل حذلك يتفق كل من استرال ويوما وشارك وكايت علي مواجهة خطر عالم باريان وفي النهاية يجدون انفسهم امام معركة كونية كبري وذلك بعد ما استعاد شارك ذكريات حياتة السابقة ناش الذي قرر أن يقود شعب البارين ضد العالم استرال. مع استعادة ناش للعرش ودخل كوكب الأرض في صراع مع عالم باريان قرر أباطرة الباريان غزو كوكب الأرض في المعركة النهائية.   مبارزة كل من «يوما» و«ناش» بعضهما البعض، مبارزهما سينهي الحرب

## الاجزاء
ينقسم الانمي لموسمين كل منها ينقسم لـ73 حلقة تنقسم إلى 6 اجزاء يشمل كل موسم 3 اجزاء

### الموسم الأول
يشمل أول 73 حلقة تنقسم كالتالي

#### الجزء الأول
تحت اسم صائد الارقام عرض في اليابان من الفترة 11 أبريل 2011 حتي 3 أكتوبر 2011
و في أمريكا في الفترة بين 15 أكتوبر 2011 حتي 18 أغسطس 2012 وتشمل أول 25 حلقة
القصة تحكي عن مغامرات الفتي يوما تسوكومو الذي يسعي ان يصبح بطل العالم في مبارزة الوحوش يظهر له روح اثيرية أو فضائي يدعي استرال يسعي يوما لمساعدة استرال لكشف عن ماضي استرال وذكرياته التي فقدها عن طريق جمع بطاقات الارقام الـ100 اثناء ذلك يقابل خصوم مثل كايت الذي يسعي أيضا وراء تلك الارقام

#### الجزء الثاني
تحت اسم مهرجان القتال العالمي عرض في اليابان في الفترة بين 10 أكتوبر 2011 حتي 26 مارس 2011
و في أمريكا لفترة بين 25 أغسطس 2012 حتي 16 فبراير 2013 وتشمل ثاني 24 حلقة
من الحلقة 26 حتي الحلقة 49
بعد ان استعاد يوما عزيمته دخل مهرجان القتال العالمي وبدء بجمع اجزاء القلب ليتقدم للنهائيات
اثناءذلك يواجه خصوم جدد امثال كواترو وكوينتن وراي ويتعرف يوما علي حقيقة سعي اعداء اخرين مثل فاتريكس ودكتور فايكر خلف بطاقات الارقام ويتعلم الكثير عن والده المختفي

#### الجزء الثالث
تحت اسم نهائيات مهرجان القتال العالمي عرض في اليابان في الفترة من 9 أبريل 2012 حتي 29 سبتمبر 2012و في أمريكا في الفترة بين 23 فبراير 2013 حتي 10 أغسطس 2013 وتشمل هذه اخر 24 حلقة من الموسم الأول من الحلقة 50 حتي الحلقة 73
بعد ان نجح يوما في ضمان تاهله للمشاركة في نهائيات كاس مهرجان القتال العالمي اكتشف يوما لماذا يريد فايتركس الانتقام وماهي غاية الدكتور فايكر من جمع بطاقات الارقام وعرف إلى اين ذهب والده وتمكن يوما بعد معاناة من هزم فاتريكس ودكتور فايكر بواسطة قوة زيكسال لكن يتم الكشف ان فايكر كان يتملكه فضائي يدعي فيكتور وبعد مبارته منعهم من تحقيق غايتهم الخبيثة وتمكن من تحقيق حلمه بان يصبح بطل العالم في مبارزة الوحوش وجمع عدد كبير بطاقات الارقام التي تساعد استرال في استعادة ذكرياته المفقودة لينتهي هذا الموسم بقتال يوما مع كايت في نزال اخير بعد ان اعيد السلام لكوكب الأرض

### الموسم الثاني
يشمل هذا الموسم الحلقات من 74 حتي 146
و تقسم كالتالي

#### الجزء الرابع
تحت اسم غزو الباريان أو غزو الفاريان عرض في اليابان في الفترة بين
7 أكتوبر 2012 حتي 7 أبريل 2013 وفي أمريكا في الفترة بين 17 أغسطس 2013 حتي 22 فبراير 2014
و هي أول 25 حلقة من الموسم الثاني تشمل الحلقات من 74 حتي 98
تبدء الاحداث بعد فوز يوما بمهرجان القتال تتوهج قلادته حيث يبدء اباطرة الباريان في الظهور في كوكب الأرض باشكال بشرية ويتسببون في فوضي في كوكب الأرض اثناء ذلك يبدء يوما واسترال وشارك وكايت في الاتحاد معا لمكافحة غزو الباريانز بنهاية هذا الجزء يعرف يوما ان قلادته ماهي الا مفتاح لمركبة اباطرة الباريانز ويدخلون في قتال كاد ان يودي بحياة يوما واصدقائه والباريانز لذلك قرر فيكتور قائد الباريانز تاجيل النزال ومساعدة يوما في انقاذه هو ومن معه من البشر مقابل التخلي عن كل بطاقات الارقام التي معه قرر يوما ان حياة اصدقائه أهم من حياة استرال وعندما كاد ان يستسلم ووافق علي شرط الباريانز حثته توري علي اكمال القتال
و ظن استرال ان يوما خانه بالتحالف مع الباريانز وتحول يوما إلى دارك زيكسال
و يتفهم استرال ان يوما لم يفعل شئ كهذا ويتحدا في شكل زيكسال 2 ويتمكنا من هزم الباريانز
و يعود كل منهم لوطن

#### الجزء الخامس
تحت اسم حرب الارقام الميثريانية عرض في اليابان في الفترة بين 14 أبريل 2013 حتي 29 سبتمبر 2013 وفي أمريكا في الفترة من 1 مارس 2014 حتي 15 سبتمبر 2014
و يشمل الحلقات 25 من الحلقة 99 حتي الحلقة 123
بعد ما هزم يوما فيكتور واباطرة الباريان الثلاثة عاد تهديد كبير اسمه اوراق الارقام الميثريانية سعي عالم الباريان وراء هذه البطاقات التي تملك قوة كبيرة وفي النهاية يتمكن يوما من الحصول علي بعض من تلك الاوراق لكنه يكتشف امر صادم ان كبير اباطرة الباريناز ناش ومارين هما اصدقائه شارك وريو وفي اثناء ذلك يسعي ايضاَ الرقم 96 وراء هذه الارقام لتساعده في الفوز بالقوة اللانهائية داخلها وبدء بتدمير عالم الباريانز وعالم استرال وعالم البشر وفي الحلقات الاخيرة من هذا الجزء ذهب يوما لعالم استرال والتقي بوالده كازوما ولكن ظن ملك عالم استرال ان يوما خصم واحد حلفاء الباريانز فقرر ان يواجهه و
اثناء بحث شارك عن سبب اختفاء ريو عرف انه أحد اباطرة الباريانز السبعة وقرر ان يخون يوما ليقود شعبه نحو النصر علي عالم استرال

#### الجزء السادس
تحت اسم انقضاض اباطرة الباريانز عرض في اليابان في الفترة بين 6 أكتوبر 2013 حتي 23 مارس 2014 وفي أمريكا في الفترة بين 22 سبتمبر 2014 حتي 21 فبراير 2015
و يشمل الحلقات 23 من الحلقة 124 حتي الحلقة 146
بعد انقلاب ريو وشارك علي يوما بدء استعداد اباطرة الباريانز لكي يغزو كوكب الأرض واعلن ناش
ان الباريانز سيقضون علي كوكب الأرض وقاتل الاباطرة السبعة «ناش ومارين ومازير وفيكتور والتو وجيرايج ودومون» ضد يوما ورفاقه «نيسترو وديكسترا وكوتروا وتوري وكاثي وفيليب وكازويل وتري وكوينتن» وعرف استرال ان ارقام الباريانز الميثرانية وهي ارقام فريدة تحمل قوي كبيرة اما الارقام التي السبعة التي تعدي الـ100 ما هي الا ارقام مزيفة من صنع روح شريرة اسمها دون تاوزند.أكبر شرير في عالم الباريانز حيث وارقام الميثراينة هي المفاتيح التي استخدمها زيكسال واوصياء الباريانز السبعة لختم الشرير دون تاوزند وعندما اجتمعت تلك الاوراق فكت الختم عن ذلك الشرير وكان يحميها سبع اوصياء هم «ماخ وباتل اوكس وبونتا وجين لون وحارس الرقم الـ54 وابيس» وهولاء مهمتهم منع وقوع الارقام في الايدي الخطا
انقلب فيكتور والتو علي ناش وقررا احياء دون تاوزند ليساعدهم في حربهم ضد البشر وعالم استرال لكن في النهاية يتحد اباطرة الباريانز مع يوما لمواجهة داون تاوزند ويهزموه ليعيدون السلام إلى العالم ثم يقاتل يوما وناش واسترال
و ذلك لوقف المشكلة أكبر وهي ان دون تاوزند صب لعنته كادت يصطدم عالم استرال وعالم باريان وكوكب الأرض ولكن تمكن يوما باستخدام قوي زيكسيال من منع ذلك التصادم عن طريق هزم ناش واعاد ناش لشكله الطبيعي شارك بعدما أخذ استرال كل الارقام تذكر انه عليه ان يدمر عالم باريان ويمحو كل ذكريات يوما منعه بعد ان هزمه في مبارزة علي «Numeron Code الكود العددي» في النهاية يدرك استرال ان زيكسال هذا هو القوة المقابلة لدون تاوزند بعد ذلك يعيد استرال كل شئ كما كان اباطرة الباريان ودمج عالم استرال بعالم باريانز ونتيجة ذلك اختفت قوي السلبية التي كانت تهدد وجود عالم استرال واعاد والدي يوما إلى كوكب الأرض وكل الاشخاص الذين ذهبوا إلى عالم باريان «كايت، كوينتن. كواترو. فاتريكس. هارت.تري وتوري»
ليتهي الانمي علي مشهد اعتراف توري بمشاعرها نحو يوما ويوما يقول «لايجب ان تكون ان تشعر بانك مكرس أو وحيدا لكن عليك ان تشعر بالتيار»

## الميديا

### المانغا
بدأت سلسلة المانغا التي كتبها شين يوشيدا والتي تم رسمها من قبل ناوهيتو ميّوشي الظهور في العدد الممتد من فبراير 2011 لمجلة في جامب التي نشرتها شويّشا والتي صدرت في 18 ديسمبر 2010.
صدر المجلد الأول في اليابان في 3 يونيو 2011.
قامت شركة Viz Media بالحصول علي ترخيص نشر المانجا في أمريكا الشمالية وبدأت إصدار المسلسل من 5 يونيو 2012.
كما بدأت المانجا في الظهور في مجلة شونين جامب الفا الرقمية منذ 9 يوليو 2012.
عنوان مانغا من تأليف اكيهيرو تومونجا رسمت من قبل ويدج هولدينجس، بعنوان Yu-Gi-Oh! بدأ فريق D-فريق زاكسيل بالعمل في مجلة Saikyō Jump في شويشا منذ أبريل 2012 إلى أبريل 2014.

### الأنيمي
تم الإعلان عن الأنمي لأول مرة في 9 ديسمبر 2010، كشف النقاب عن تفاصيل الانمي في عرض النسخة اليابانية لفيلم Yu-Gi-Oh! 3D: Bonds Beyond Time في 20 فبراير 2011.
تم الكشف عن اسم المسلسل في 13 ديسمبر 2010، عن طريق تسريب من عدد فبراير 2011 من مجلة في جامب. وكشف النقاب عن أن ساتوشي كوهارا سيكون المخرج، حيث سيشرف على الحوار شين يوشيدا، وأن ماساهيرو هيكوبو سيصمم المبارزات، وأن هيروتوشي تاكايا سيصميم شخصيات الأنيمي.
و تم إصدار فيديو ترويجي مدته دقيقة واحدة في 17 ديسمبر 2010.
تم بث المسلسل التلفزيوني على قناة طوكيو في الفترة ما بين 11 أبريل 2011 و24 سبتمبر 2012.
تم بث الموسم الثاني بعنوان Yu-Gi-Oh! Zexal II في الفترة ما بين 7 أكتوبر 2012 و23 مارس 2014 في وقت مختلف.
تم تقديم حلقة تجريبية باللغة الإنجليزية من قبل شركة فور كيدز انترتينمينت لأول مرة في 15 أكتوبر 2011 في فقرة Toonzai علي قناة the CW 4KIDS.
على الرغم من أن تلفزيون طوكيو وNihon Ad Systems رفعوا دعوى قضائية ضد 4Kids Entertainment وطالبوا بإنهاء اتفاقية ترخيص عرض أي سلسلة من يوغي يو معهم في مارس 2011، وثم تم الاتفاق علي الاستمرار في العرض حتي يتم بيع الحقوق الخاصة بالعرض لشركة اخري.
بعد إفلاس 4Kids، كل حقوق عرض سلسلة يو غي أوه! تم الحصول عليها لصالح شركة 4K Media Inc التابعة لكونامي.
تم عرض المسلسل على موقع Vantexx حتي انتهي في 27 سبتمبر 2014 وتم بثه على Nicktoons في 12 أبريل 2013.
تم بث الحلقات من الحلقة 114 فصاعدا على خدمة البث المدفوعه هولو 
قدمت قناة أولترا كيدز أول مسلسل في الولايات المتحدة الأمريكية بالدبلجة الإسبانية اللاتينية الأمريكية في 1 يونيو 2018.
و في شهر أغسطس 2018 تم بث حلقات يوغي يو زيكسال بالدبلجة العربية علي قناة مركز تيلفيزيون الشرق الأوسط ام بي سي 3 وتم بث حوالي 32 حلقة حتي يوم 4 أكتوبر 2018 من الموسم الأول.

## التغييرات الجديدة في لعبة مبارزة الوحوش
يو غي أوه! أضاف زيكسال عناصر اللعب الجديدة في لعبة يوغي يو! مبارزة الوحوش عن إضافة الوحوش السوداء التي تعرف باسم وحوش الاكسيز إلى اللعبة. وحوش الاكسيز لاتمتلك مستويات، ولكن بدلاً من ذلك تمتلك رتباَ والتي تقع على الجانب الأيسر من البطاقة بدلاً من اليمين. استدعاء الاكسيز يجب أن يكون لدى اللاعب عدد من الوحوش في ساحة القتال فيكون الوحشين من المستوي نفسه وهذا يسمح لتكوين شبكة الجمع ويتم استدعاء وحش الاكسيز المطلوب بحيث تكون عدد المستويات مساوية لرتبة لوحش الاكسيز المرغوب فيه. بعد ذلك تصبح الوحوش «مواد XYZ» أو وحدات جمع عن طريق تكديسها معًا ويتم وضع الوحوش وفوقها وحش الاكسيز وتستخدم وحدة الجمع لتحريك تأثيرات وحش الاكسيز. يتم إرسال المواد الاكسيز أو وحدات الجمع التي تمت إزالتها إلى المقبرة.

## شخصيات الانمي
يوما تسوكومو باليابانية つくも ゆうま أو 九十九 遊馬
هو طالب في مدرسة هارت لاند الإعدادية والده مستكشف اعطاه قلادة غريبة تُعرف باسم مفتاح الإمبراطور ويهدف يوما في أحد الايام ان يصبح بطل العالم في مبارزة الوحوش ووحشه المفضل هو الرقم 39 الخيال وكلمته المميزة انا اشعر دوماَ بالتيار أو من اليابانية ان احب ان احلق عالياَ
استرال باليابانية ア
هو روح أو كائن فضائي ظهر ليوما ويقوم استرال بمساعدة يوما في المبارزة حيث يقدم له نصائح ويقوم استرال بالبحث عن ذكرياته المفقودة وهي اوراق اكسيز تعرف باسم اوراق الارقام وهو قادم من عالم بعيد يسمي بعالم استرال
توري ميدوز باليابانية みづき ことり كوتوري ميزوكي
و هي صديقة يوما في المدرسة وتقوم بتشجيعه دوماً وترافقه في معظم مغامرته وتظهر في الانمي بانها لم تبارز أو لها أي علاقة بالمبارزة سوي مشاهدة يوما وهو يبارز وتقريبا شاركت في مبارزة أو اثنتين مثل تايا جاردرنر في النسخة الاصلية من يوغي يو ولديها علاقة اعجاب بيوما
ريجنالد «شارك» كاستل باليابانية かみしろ りょうが كاميشيورو ريوجا
هو أحد منافسي يوما ولكن يحاول يوما ان يكسبه في صفه ولديه قدرة عاليه علي المبارزة اسمه الحقيقي ريجنالد وكاد ان يفوز ببطولة الوطنية للمبارزة لكنه استبعد بسبب تظره لمجموعه كواتروو لكن كانت هذه خدعة دبرها له كواترو كي يبعد عن البطولة ومن اوراقه المميزة رامي السهام الاسود والرقم 17 تنين لافيثن والرقم 32 تنين القرش والقرش الجوي وسيتم الكشف في الحلقات الاخيرة بانه عدو يوما واسترال الأكبر
كات أو كاثرين أو كاثي باليابانية キ نفس الكلمة بالعربية
و هي احدي صديقات يوما ولكنها مهوسة بالقطط وتعشقهم بجنون ولكنها في البداية كانت تحب ان تعيش في الظل ومنطوية
برونك باليابانية 武田 鉄男 تاكيدا تيتسو أو تيتسو طوكيو
هو صديق يوما سمين ولكنه يجيد التزلج ويرافق يوما في معظم نزالته وهو صديق ليوما منذ الطفولة
فيليب تارنر باليابانية おもてうら とくのすけ
و قام بسرقة وحوش الارقام من يوما ولكنه انضم له واصبح صديقه
كازويل فرانسيس باليابانية 孝 々 力 孝 تاكاشي تودوروكي
هو شخص ذكي جدا ولدي خبرة قوية في مجال الحواسيب وظهر في الحلقات الاولي من الانمي انه منافس ليوما ولكنهما اصبحا صديقين بعد ان ساعد يوما في معرفة مكان اختراق شبكة المدينة
كايت تينجو باليابانية 天城 カイト أو てんじょう カイト
و هو صائد ارقام ويريد ان يصبح أحد اقوي المبارزين في الموسم الأول يظهر بانه شرير لكن في الموسم الثاني يساعد يوما علي هزيمه الغزاة من عالم باريان ويقوم بالبحث عن اخيه الضائع وورقته المميزة هي عيون المجرة تنين الفوتون والرقم 62 عيون المجرة تنين الفوتون الرئيس وعيون المجرة تنين الفوتون الجديد
و له قدرة تسمي يد الفوتون حيث يقوم بسرقة روح من يهزمه في القتال

## الاختلافات بين النسخة اليابانية الاصلية والدبلجة العربية
- بعض الأسماء أصبحت أمريكية مثل كاتوري إلى توري ميدوز وترون إلى فاتريكس وتاكيدا إلى برونك ثري اليوم تراي فور إلى كواترو فايف إلى كوينتن

و بعض الأسماء ظلت كما هي مثل يوما تسوكومو وكازوما تسوكومو واسترال.
- تمت إزالة الأسماء على الصورة اثناءالاعلان عن بدء مبارزة.
- تم تغيير المؤثرات الصوتية في الدبلجة العربية.
- تم تطويل التنانير والجوارب على الشخصيات النسائية لتجنب أي آثار جنسية.
- الجزء السفلي من استرال غير واضح لتجنب الإشارات إلى العُري.
- لقد تم تعديل ظهور البطاقات ليصبح كظهور البطاقات في السلاسل الاولي، باستثناء 8 حلقات، عندما يتم إعادة بثها، يتم تغيير شكل ظهر البطاقات ليتوافق مع النسخة اليابانية وذلك منذ الحلقة 26 وما بعدها، بالنسبة لشكل البطاقات العام تغير بشكل ليشبه السلاسل الاولي حيث تظهر صورة الورقة تغطي جزء كبير من البطاقة وتم ازالة اسم البطاقة وقدرتها والإبقاء علي سمتها ونوعها ونقاط الهجوم والدفاع لو كانت وحشاً لو كانت ورقة فح أو سحر تفس الشئ مع اظهار السمة فقط.
- يتم قطع المشاهد التي تصور مستخدمي اوراق الأرقام يشيخون بتاثير يد الفوتون. على الرغم من أن هذا ليس هو الحال عندما يأخذ كايت روح ريجينالد «شارك» كاستل.
- عند استخدام وحدة الجمع، تم استبدال التأثير الصوتي بواحد اخر.
- يتم استبدال التأثير الصوتي لنقطة الحياة بواحد مختلف عن الأصلي.
- الكتابة اليابانية يتم ازالتها أو تغيرها باخري إنجليزية أو استبدلها بصورة
- الإشارات إلى الموت أو قتل الشخصيات أو الاشارات الدينية يتم تخفيفها، أو صياغتها بطريقة غير مباشرة، أو إزالتها.
- تمت ازالة أي اشارات دينية أو ايحاءات جنسية من النسخة العربية
- بالنسبة للشارة اليابانية سواء للبداية أو النهاية تم استخدام شارة جديدة مثل السلاسل الاخري

و مثل كل النسخ السابقة هذه التغيرات تضايق معظم محبي الانمي ولكن الشركة التي قامت بالتغيرات ترد بان هذا ليناسب الاعمار الصغيرة من سن 7 لفوق

## لعبة الفيديو
لعبة الفيديو تعتمد على السلسلة بعنوان Yu-Gi-Oh! زيكسال: Gekitotsu! مهرجان القتال
(王 王 ZEXAL 激 突! デ ュ エ ル カ ー ニ バ ル Yūgiō Zearu: Gekitotsu! Dueru Kānibaru) تم تطوير تلك اللعبة من قبل شركة Konami وتم إصداره في اليابان علي منصة Nintendo 3DS وتم اصدارها في 5 ديسمبر 2013 في اليابان
و تم إصداره كـ Yu-Gi-Oh! Zexal: مهرجان القتال العالمي في أمريكا الشمالية في 25 سبتمبر 2014
و تم إصدار لعبة 2013 أو 2014 علي الحاسوب من تطوير شركة كونامي ومبنية علي اساس لعبة يوغي يو قوة الفوضي تحت اسم يوما التحدي ونالت اعجاب الكثرين

## روابط خارجية
- يوغي يو زيكسال على موقع IMDb (الإنجليزية)
- يوغي يو زيكسال على موقع روتن توميتوز (الإنجليزية)
- يوغي يو زيكسال على موقع كينوبويسك (الروسية)
- يوغي يو زيكسال على موقع قاعدة بيانات الفيلم (الإنجليزية)
- يوغي يو زيكسال على موقع ANN anime (الإنجليزية)
- يوغي يو زيكسال على موقع ANN manga (الإنجليزية)